# Stefano Pilati
Stefano Pilati (Milaan, 1965) is een Italiaans modeontwerper. Pilati was hoofdontwerper van het mode-imperium Yves Saint Laurent van 2004 tot 2012. Tegenwoordig is hij de hoofdontwerper van Ermenegildo Zegna Couture en de creatief directeur van Agnona.

## Levensloop
Stefano Pilati groeide op in Milaan en deed inspiratie op uit het lezen van de Vogue, het lievelingsblad van zijn zussen. Op zijn zeventiende ging hij geometrie studeren. Toen Milaan zich rond de jaren tachtig tot een modestad ontwikkelde, stopte Pilati zijn studie en ging aan de slag bij een bedrijf dat gespecialiseerd was in velours. Binnen enkele maanden was hij er hoofd van de ontwerpafdeling.
In 1993 werd hij aangenomen bij Giorgio Armani als assistent van de prêt-à-porter-collectie. Twee jaar later, in 1995, stapte hij over naar Prada waar hij zich bezighield met het productieproces. In 1998 ging hij als stylist aan het werk bij Prada's jongere zusje Miu Miu. Nadat de Engelse modeontwerper Alexander McQueen weigerde om de prêt-à-porter-damescollectie te doen voor Yves Saint Laurent na het vertrek van Tom Ford, werd Pilati benaderd. 